# فيليكس مورو
فيليكس مورو (بالإنجليزية: Felix Morrow)‏ هو كاتب أمريكي، ولد في 3 يونيو 1906 في نيويورك في الولايات المتحدة، وتوفي بنفس المكان في 28 مايو 1988.